# 오키나와 전력

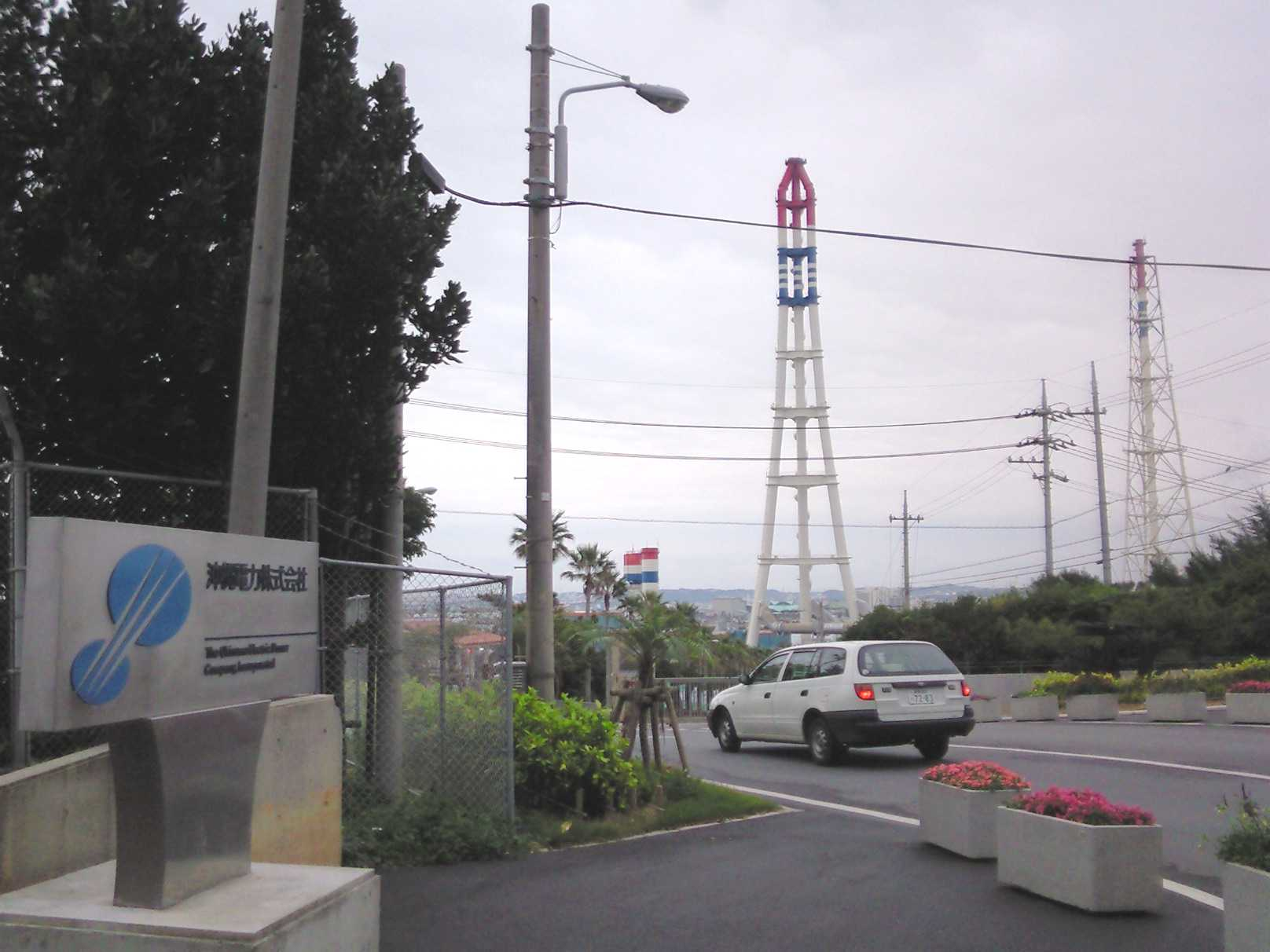

오키나와 전력 주식회사(일본어: 沖縄電力株式会社)은 오키나와현을 주요 영업 지역으로 하는 전력 회사이다.

## 개요
2009년도의 판매 전력량은 74억 78백만 킬로와트로 일반 전기 사업자 10개사 중 10위이다. 일반 가정용이 39.5%, 상업용 기타 48.3%, 대규모 산업용이 12.2%이며, 대규모 산업용의 내역으로서 미군 기지용 9.4%이다. 공급 지역은 오키나와 현 내 뿐이며, 일본 전력 회사 중 최소 규모다. 공급 지역이 작기 때문에 설립 당초 규슈 전력의 한 부문으로 하는 것이 좋겠다는 의견도 있었다.
오키나와현의 선도 기업 중 하나이며, 오키나와 현이 약 5%의 지분을 보유한다.
일본의 10개 전력 회사 중에서 유일하게 원자력 발전소를 못 가진 회사이므로, 전력 발전 설비의 대부분은 화력이다. 대부분 화력에 의존하기 때문에, 중유 가격 상승의 영향을 받기 쉬운 사업 구조다. 오키나와 전력이 발전에 사용하는 석탄과 천연 가스에 대해서는 특별 조치로 석유 석탄세가 전액 면제되고 있다. 오키나와 전력에 전기를 공급하는 전원 개발 발전소가 사용하는 석탄에 대해서도 마찬가지이다.

## 발전 설비
- 전체 발전량의 90% 이상 화력 발전이다.
- 총 출력은 장기 계획 정지 중 정기 점검중인 호기를 포함한다. 폐지된 호기와 건설중인 호기는 포함하지 않는다.

### 화력 발전소
18개, 212만 9,250 kW (2015년 3월 20일 기준)